# Krapcho-decarboxylering
De Krapcho-decarboxylering is een organische reactie, waarbij een ester met een halogenide (zoals lithiumchloride) reageert:
De aanwezigheid van de elektronenzuigende groep (zoals een carbonyl-, nitril- of sulfonylgroep) op de β-positie is essentieel, omdat het de negatieve lading in het eerstgevormde intermediair kan stabiliseren. Het reactieproduct is dan ook afhankelijk van het gebruikte reagens: in het geval van een β-ketoester ontstaat een keton. De reactie werkt het best met methylesters, omdat er dan formeel een SN2-reactie plaatsgrijpt.
De reactie wordt gedreven door toename van de entropie, omdat er onder andere koolstofdioxide (een gas) wordt gevormd.